# Kanton Olivet
Olivet is een kanton van het Franse departement Loiret. Het kanton maakt deel uit van het arrondissement Orléans.

Bij de herindeling van de kantons in 2014/2015 werd het niet gewijzigd.

## Gemeenten
Het kanton Olivet omvat de volgende gemeenten:
- Olivet (hoofdplaats)
- Saint-Hilaire-Saint-Mesmin
- Saint-Pryvé-Saint-Mesmin